# Armand Auguste Caqué
Armand Auguste Caqué, nacido el año 1793 en Saintes (Charente-Maritime) y fallecido el 1881 en París, fue un escultor, grabador y medallista francés. 

## Datos biográficos
Grabador oficial del emperador Napoleón III.
Sus medallas están firmadas CAQUÉ F.

## Obras
Tras haber producidop un número considerable de medallas para los Borbón, le fue encargada por María Teresa de Francia (1778-1851) la creación de la famosa "Galería numismática de los reyes de Francia", colección de 74 medallas que fue expuesta en el Salón de los artistas franceses (fr:) de 1836 a 1839.

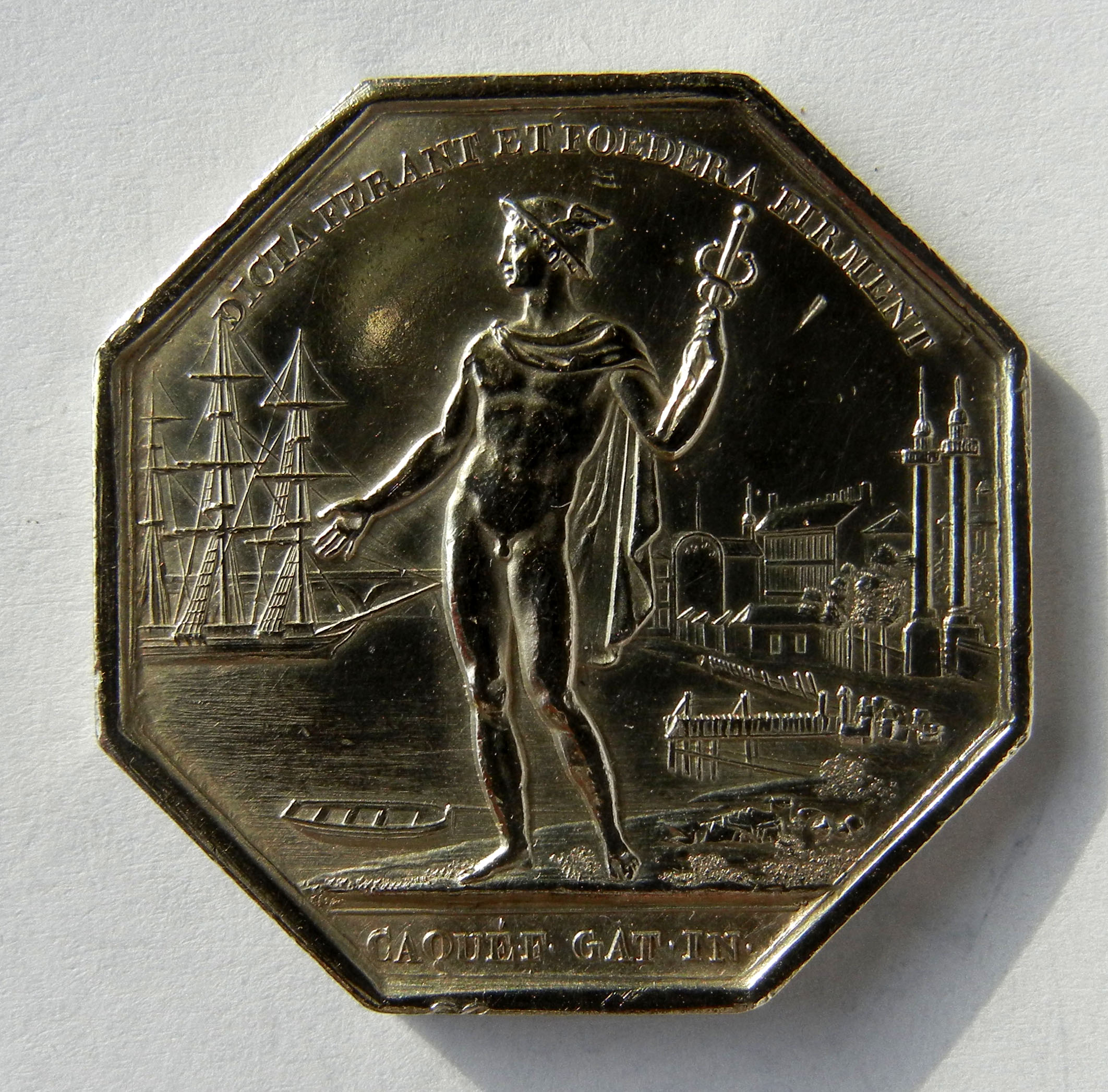
Medalla en plata. Casa de Comercio de la villa de Burdeos. 1833. (recto). Grabador: Armand Auguste Caqué
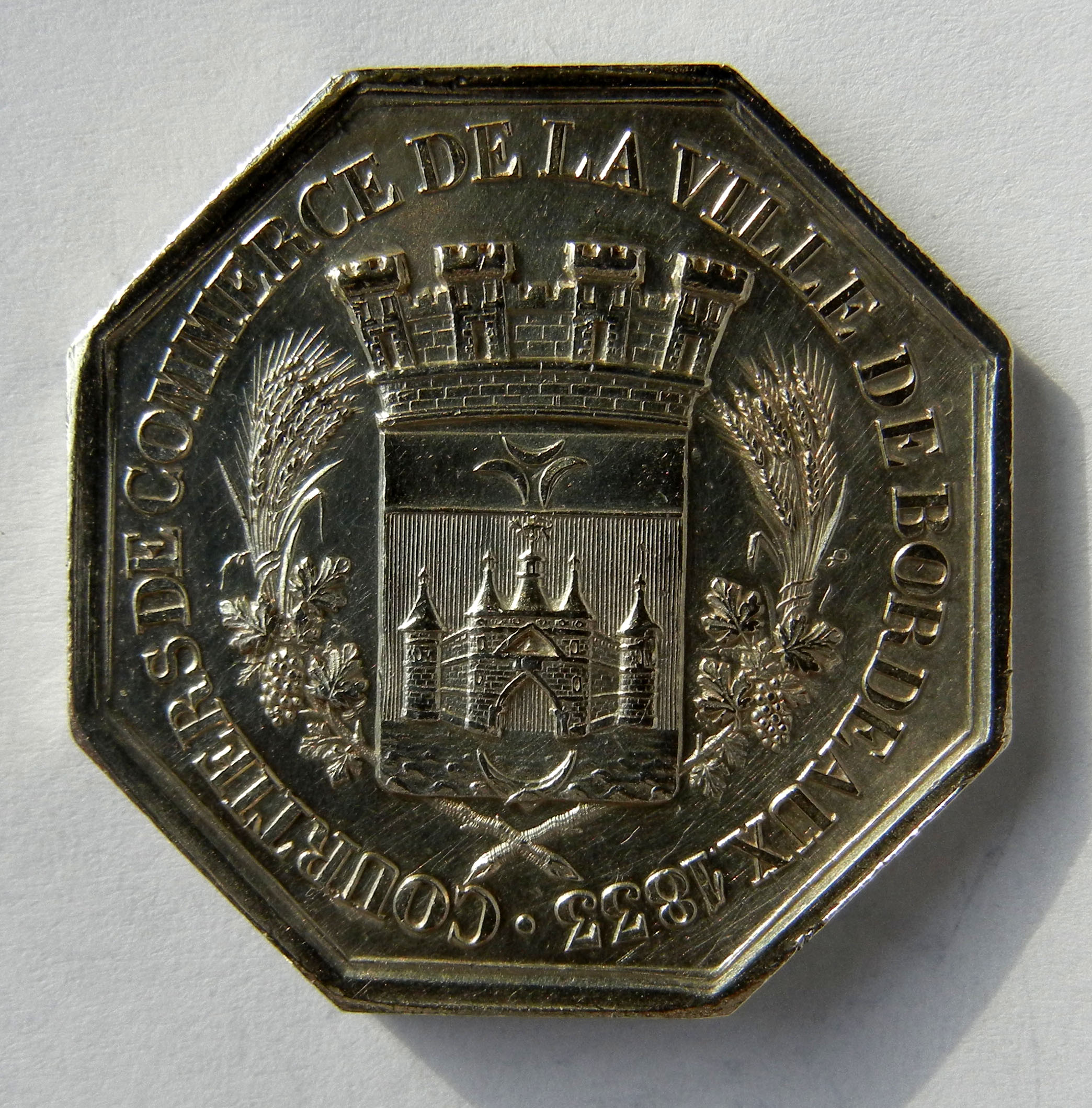
Medalla en plata. Casa de Comercio de la villa de Burdeos. 1833. (verso). Grabador: Armand Auguste Caqué